# دلوت البحر
دلوت البحر قرية تقع في ولاية الجزيرة على ضفة النيل الأزرق الشرقية بمحلية شرق الجزيرة (البطانة) سابقاً تبعد جنوب مدينة  رفاعة 15 كيلو وشمال مدينة ود مدني 30 كيلو وهي إحدى قرى السودان التي تحتفظ بشكلها الكلاسيكي تاريخيا عمرها أكثر من 500 عام. ذكرها ود ضيف الله في كتابه (الطبقات) بسرده لقصة البيعة التي كانت في العام 1504 التي تمت بين الشيخ تاج الدين البهاري الشريفي الذي قدم من أرض الحجاز وكل من الشيخ محمد الهميم والملك عجيب المانجولوك ملك العبدلاب حيث قاموا بمبايعته علي الطريقة القادرية الشيخ عبدالقادر الجيلاني واخذوا منه الطريقة اما الرجل المقصود بها كان الشيخ عبد الله العركي الذي بايعه لاحقا بالمدينة المنورة.
يقدر عدد سكانها بحوالي (20000) عشرون ألف نسمة. وتقدر مساحتها بحاولي(8) ثمانية كيلومتر مربع. يمتهن سكانها حرفة الزراعة وينحدر معظم سكانها من قبيلة (الجعليين) الذين نزحوا من شمال السودان إلى منطقة أبوروف أمدرمان ومنها نزحوا طلباً للأراضي الزراعية إلى قرية دلوت لوجود الأراضي الزراعية فيها. بدأت الدراسة في خلاوي تعليم القرآن قرية دلوت على يد شيوخ من نفس اهالي المنطقة. ابتدأ التعليم النظامي في قرية دلوت بإنشاء المدارس الأولية والمتوسطة للبنين والبنات ثم اتبعتها الثانوية البنين والبنات وفرع كلية تنمية المجتمع جامعة الجزيرة الذي تم إنشاءه في يوليو 2005م.